# Гулистан (Джаббар-Расуловский район)
Гулистан — село в сельской общине (тадж. ҷамоати деҳот) Дехмой, в Джаббар-Расуловском районе Согдийской области Таджикистана.
Село расположено в долине реки Сырдарья, у подножья горного массива Рухак, в 15 км к западу от Худжанда, на автодороге А376 с востока от села Истиклол (до 2012 — Октепа) и запада от села Заркор (до 2012 — Казнок), в 3 км к северу от села Гулакандоз.

## История
До 29 марта 2012 года село называлось Куланбош (тадж.  Қуланбош). Куланбош является одним из древних мест Джаббар-Расуловского района.